# Acantholiparis
Acantholiparis is een geslacht van straalvinnige vissen uit de familie van slakdolven (Liparidae).

## Soorten
- Acantholiparis caecus Grinols, 1969
- Acantholiparis opercularis Gilbert & Burke, 1912